# 山王ホテル
山王ホテル（さんのうほてる、英称：The Sanno Hotel）は、かつて東京・赤坂に存在したホテルである。
戦前においては、帝国ホテル、第一ホテルと並ぶ、東京を代表する近代的ホテルの一つであり、1936年（昭和11年）に発生した二・二六事件の舞台ともなった。戦後は連合国軍に接収され、その後も1983年（昭和58年）まで在日アメリカ軍の施設として存在した。
1990年代前半に取り壊され、跡地は暫く更地だったが、2000年に山王パークタワーが竣工した。

## 歴史
1932年（昭和7年）、自動車・燃料関連企業である安全自動車の経営者であった中谷保によって創業された。立地は赤坂区（当時）山王、日枝神社の南側(キャピトル東急ホテルの南隣に該当する)に隣接し、皇居や国会議事堂へも至近であった。建物は、地下にアイススケート場まで備えた近代的なものであり、当時は日本を代表する高級ホテルのひとつであったとされる。開業当初の部屋数は80室であったが、以後増築されて149室となった。また、欧州風の鉄筋コンクリート建築の「本館」と、和風建築の「日本館」が併設されていた。
1936年（昭和11年）の二・二六事件では反乱軍に占拠され、クーデター側の司令部となった。太平洋戦争（大東亜戦争）末期の1945年（昭和20年）には被災した。終戦後の1946年（昭和21年）9月には日本を占領する連合国の一部であるアメリカ軍により接収された。同軍によって建物は改修され、アメリカ軍関係者のためのホテル、家族向け住宅である「山王ホテル（U.S.Naval Joint Service Activity Sanno Hotel）」として、同軍関係者以外の民間人や日本人の立ち入りは禁止された。
1951年（昭和26年）、サンフランシスコ講和条約が締結され、在日アメリカ軍によって接収されていた多数のホテルの大半が返還され、通常の商業ホテルとしての営業を再開した。だが、山王ホテルはその後も在日アメリカ軍の専用施設として供与され、日本政府が所有者（安全自動車ら）に、土地・建物の使用料を支払い続けた。
1979年（昭和54年）6月8日深夜、何者かがホテル中庭から照明弾を発射、約400m離れた首相官邸前庭に落下した。実行者は判明しなかったが、在日アメリカ軍関係者のイタズラとして処理された。
日本政府は1975年（昭和50年）12月に在日アメリカ軍との間で、5年以内に山王ホテルを所有者に返還することを骨子とする合意を得たが、返還後アメリカ軍に供与予定の代替物件（ニュー山王ホテル）は港区南麻布の安立電気本社跡地を敷地として確保したものの、1981年（昭和56年）6月に至るまで着工されなかった。その後1983年（昭和58年）になり、アメリカ軍向けの新施設として完成した。旧山王ホテルは1983年10月5日をもって閉鎖された。

## 施設概要
- 床面積:　150,000平方フィート[2]
- 初代支配人: 中谷保[1]
- レストラン、喫茶、バー
- アイススケート場

## 現在
1985年(昭和60年)頃より、三菱地所と安全自動車、さらに隣接する日枝神社などの共同での再開発計画が上がったが、建築事業が1996年(平成8年)頃に着工に至るまで、ホテル跡地は暫く更地であった。2000年(平成12年)1月に山王パークタワーとして竣工した。

## ニュー山王ホテル
旧山王ホテルの代替施設として、「ニュー山王ホテル」（1983年(昭和58年)開業、東京都港区）が、日本政府によってアメリカ軍に提供されている。

## その他
- 地下のアイススケート場は1930年（昭和5年）、第4回全日本フィギュアスケート選手権、及び第4回全日本フィギュアスケートジュニア選手権の大会会場となった。また、同選手権（第6回 - 11回）では、コンパルソリーフィギュアの会場となった。
- 当時の東京ではアイススケート場は珍しく、他には新宿・伊勢丹（1933年 (昭和8年) 開業）がスケート場を併設していた。
- ソ連の秘密警察幹部、ゲンリフ・リュシコフは1938年（昭和13年）、満州国に亡命した後、山王ホテルで会見を行った。
- 戦前の山王ホテルは、リヒャルト・ゾルゲやマックス・クラウゼンなど、帝国日本で暗躍した外国人スパイにも利用された。
- KGB少佐のスタニスラフ・レフチェンコは、1979年（昭和54年）10月に山王ホテルへ駈け込みアメリカへ亡命した。
- 後に日活社長となる実業家、堀久作は、1932年（昭和7年）から山王ホテル専務を務めた[6]。